# Julien Quercia
Julien Quercia (Thionville, 17 agosto 1986) è un ex calciatore francese, di ruolo attaccante.

## Carriera

### Inizi
Formatosi presso il Sochaux, ha fatto il suo debutto con la prima squadra in Ligue 1 nel corso della stagione 2005-2006. Ha segnato il suo primo gol in campionato del 19 agosto del 2006, solo due giorni dopo il suo ventesimo compleanno in Sedan-Sochaux (1-1). Con i gialloblù ha vinto una Coppa di Francia.

### Passaggio all'Auxerre
Il 30 gennaio 2008, si trasferisce all'Auxerre e firma per 3 anni e mezzo. Ha giocato 13 partite nella seconda metà della stagione e ha segnato il suo primo gol in semifinale di coppa a Parigi il 26 febbraio 2008.
Durante la stagione 2008-2009, ha fatto una buona partenza con tre gol in 13 partite, ma viene fermato da un infortunio che lo ha tenuto lontano dal terreno fino al novembre 2009, quando è rientrato contro il Paris Saint-Germain. Successivamente si infortuna ancora. Durante la stagione 2009-2010, ha giocato 10 partite, sempre da subentrato. Alla fine della stagione 2010-2011, il suo contratto con l'Auxerre in scadenza non viene rinnovato. Il calciatore si accorda col Lorient.

### Lorient e gli infortuni
Nella stagione 2011-2012, dopo uno scontro di gioco con il difensore del Digione Abdoulaye Méïté, ha subito una frattura bi-malleolare della caviglia sinistra che avrebbe dovuto tenerlo lontano dai campi di gioco per 3-4 mesi. Ma nel mese di dicembre, è stato ancora una volta vittima di un grave infortunio (frattura da stress), che mette fine alla sua stagione. Ha fatto il suo ritorno in campo nell'estate del 2012 durante una partita amichevole tra la sua squadra e il Nantes (0-0).

## Palmarès

### Club

#### Competizioni nazionali
- Coppa di Francia: 1

Sochaux: 2006-2007